# 제물공주와 짐승의 왕
제물공주와 짐승의 왕(贄姫と獣の王, Sacrificial Princess and the King of Beasts)은 토모후지 유가 쓰고 그린 일본 만화 시리즈이다. 2015년 11월부터 2020년 10월까지 하쿠센샤의 소녀 만화 잡지 하나토유메에 연재되었다. 북미에서는 옌 프레스에 의해 라이선스가 부여되었다. J.C.STAFF가 제작한 애니메이션 TV 시리즈로 2023년 4월부터 9월까지 방영되었다.

## 구성
짐승과 악마의 왕은 인류에 대한 자신의 백성의 지배력을 주장하기 위해 정기적으로 인간 여성 제물을 받아 먹는다. 그러나 99번째 희생을 위해 수도로 데려온 인간 소녀 사리피가 야수왕의 호기심을 자극한다. 사실 그녀는 그 사람이나 다른 짐승을 두려워하지 않으며, 풀려나면 돌아갈 집도 가족도 없기 때문에 구걸하거나 울지 않고 죽음을 받아들인다. 왕은 그녀가 흥미롭다고 생각하고 인간임에도 불구하고 그녀를 자신의 배우자로서 자신의 곁에 머물게 한다. 이것은 사리피가 악마와 짐승의 여왕이 되는 이야기이다.